# Korogocho

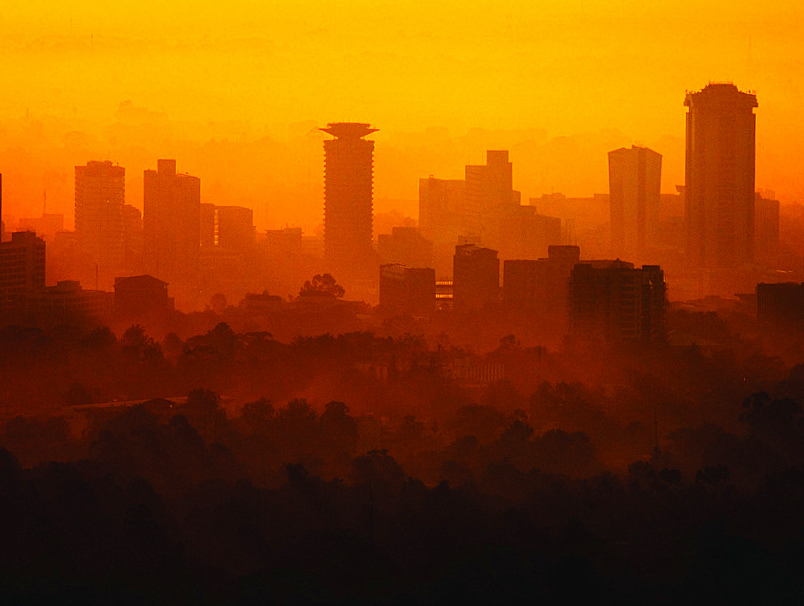
Panorama di Nairobi

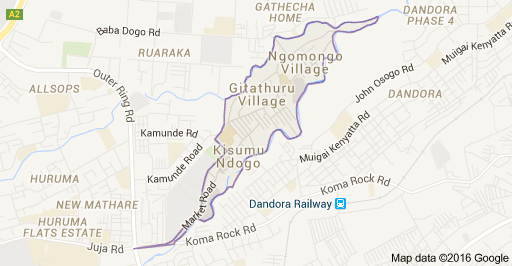
I confini di Korogocho dentro Nairobi

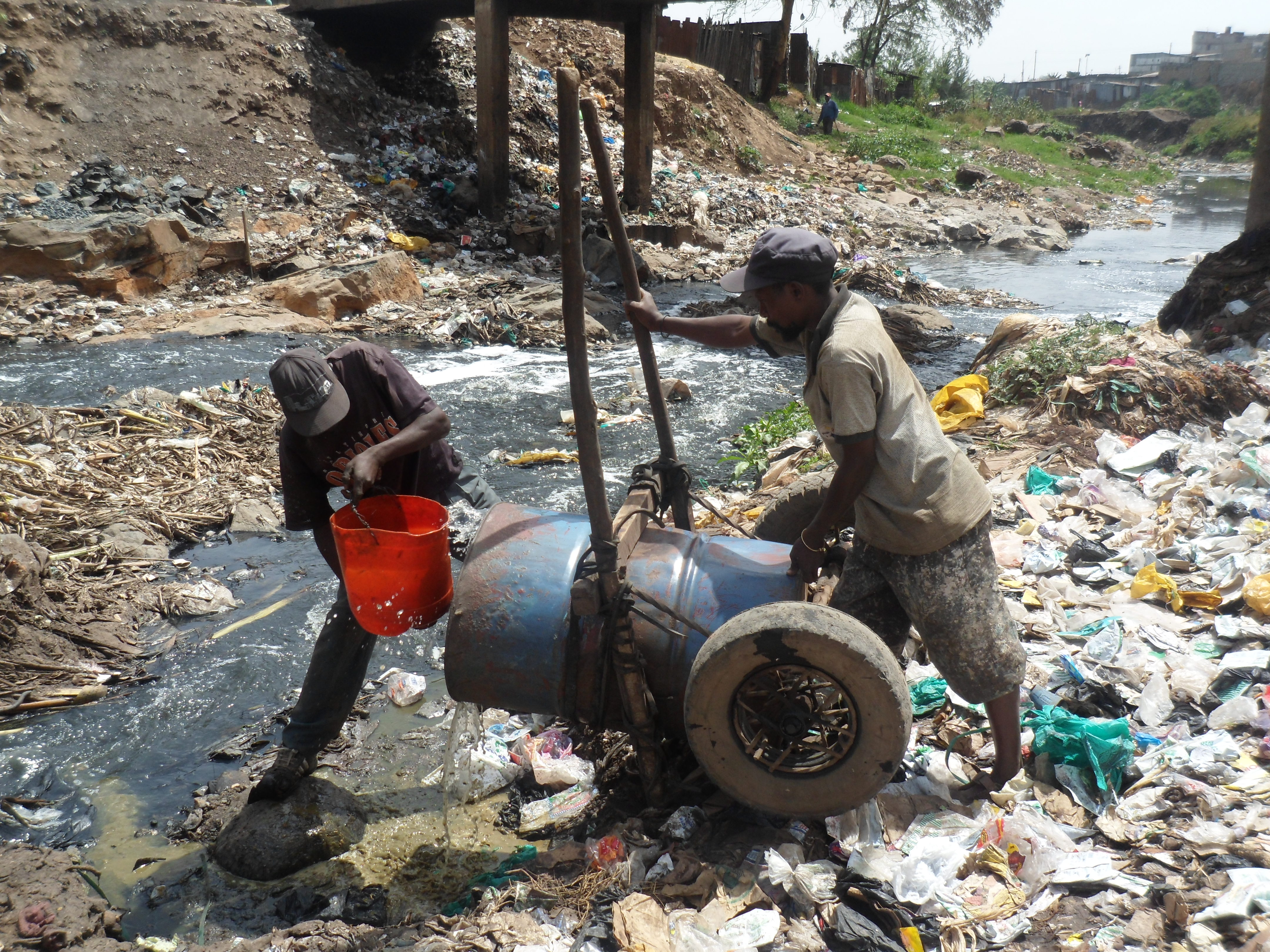
Risciacquo dei tamburi fognari dopo che sono stati svuotati nel fiume locale.

Korogocho è uno slum (baraccopoli) della periferia di Nairobi, capitale del Kenya; si trova nella zona di Kasarani, pochi chilometri a est di Kariobangi. Con circa 180 000 abitanti, è la quarta baraccopoli più popolosa del paese dopo Kibera, Mathare e Mukuru Kwa Njenga. Il nome "Korogocho", in kikuyu, significa "confusione". Al suo interno è suddivisa in villaggi che solitamente attestano l'appartenenza etnica.
Korogocho è da anni in una situazione di grave crisi ambientale a causa della presenza, nei pressi del centro abitato, della discarica di Dandora. Un progetto di rilocazione della discarica, iniziato a metà degli anni 2000 con l'interessamento delle autorità italiane, è in seguito naufragato per un sospetto di corruzione nella gestione degli appalti.

## I Comboniani
Korogocho è diventato uno dei punti di riferimento della vita delle baraccopoli di Nairobi grazie all'azione dei Missionari Comboniani, che vi hanno una comunità. I Comboniani sono stati fra i primi a denunciare il grave impatto sulla salute della discarica di Dandora, e hanno dato vita nel tempo a numerose altre iniziative di solidarietà nei confronti della popolazione della baraccopoli, incluso il Kutoka Network ("rete dell'esodo") che riunisce tutte le associazioni che operano per un miglioramento della vita nelle baraccopoli e il progetto WNairobiW.

## Iniziative di aiuto a Korogocho

### Kutoka Network
Il Kutoka Network organizza corsi, manifestazioni culturali, programmi radio e momenti di spiritualità per far conoscere i valori presenti nelle baraccopoli e cambiare la mentalità della società nei confronti dei baraccati.

### Bega Kwa Bega
Il Bega kwa Bega (in swahili, "spalla a spalla") è un gruppo di solidarietà che organizza vari settori di lavoro per combattere la disoccupazione e la povertà nello slum. Fondato nel 1991, è suddiviso in quattro gruppi:
- Udada, nato nel 1991, gruppo di lavoro costituito da donne che confezionano oggetti di artigianato come bracciali, cinture e croci;
- Mama Wa Vyondo, nato nel 1992, gruppo costituito da ragazze madri che realizzano oggetti in sisal;
- Kochkanga, nato nel 1997, gruppo di ragazze che producono batikang e abiti tie and dye ("lega e tingi")
- Dolls, nato nel 1993 per scissione dall'Udada, gruppo di donne che realizzano bambole tradizionali e borse.[1]

### Saint John Society
Un'altra attività che va menzionata è la Saint John Sport Society (Società Sportiva di San Giovanni), un'associazione sportiva che sfida i giovani ad usare i propri talenti per riuscire nella vita, piuttosto che perpetuare la loro presenza nella baraccopoli.